# Spansk film
Spansk film är film skapad i Spanien eller av spanska filmskapare. Luis Buñuel var den förste spanske regissören som fick internationellt erkännande, sedan följdes han av Pedro Almodóvar på 1980-talet. Den spanska filmindustrin var efter andra världskriget väldigt skadad och det politiska klimat som rådde i Europa försämrade den ännu mer. Att hela landets kulturella elit (däribland även Luis Buñuel) var i diaspora underlättade inte heller. Med Franco som diktator blev Spanien isolerat från resten av Europa och när till exempel Italiens och Frankrikes filmindustri började repa sig under efterkrigstiden fortsatte Spaniens att vara hämmad.
Spansk film har under åren sett tongivande filmskapare som Segundo de Chomón, Florián Rey, Luis García Berlanga, Juan Antonio Bardem, Carlos Saura, Julio Medem och Alejandro Amenábar. Spanska skådespelare som Antonio Banderas, Javier Bardem och Penélope Cruz har gjort stor succé i utländska filmer.
Endast 10 till 20% av biljettintäkterna på den spanska biomarknaden kommer från inhemska filmer. Därför har den spanska regeringen sett till att skapa åtgärdsprogram för att på olika sätt gynna den inhemska filmproduktionen. På senare år har den nedåtgående trenden också brutits, och produktioner som Alatriste (med en budget på €30 miljoner) med Viggo Mortensen i huvudrollen, den spansk-mexikanska, Oscarsvinnande filmen Pans labyrint (El Laberinto del Fauno), Att återvända (Volver) med Penélope Cruz har gått för utsålda hus i Spanien.
Filmpriset Goya delas varje år ut för att belöna skådespelare och filmskapare inom spansk film.

## Regissörer
- Pedro Aguilera
- Pedro Almodóvar
- Alejandro Amenábar
- Vicente Aranda
- Carlos Atanes
- Jaume Balagueró
- Alfonso Balcazar
- Ricardo de Baños
- Juan Antonio Bardem
- Juan Antonio Bayona
- Luis García Berlanga
- José Luis Borau
- Luis Buñuel
- Jaime Camino
- Mario Camus
- Segundo de Chomón
- Isabel Coixet
- Alex de la Iglesia
- Bigas Luna
- Julio Medem
- Carlos Saura
- Fernando Trueba

## Skådespelare
- Victoria Abril
- Antonio Banderas
- Concha Velasco
- Javier Bardem
- Ana Belén
- Javier Cámara
- Monica Cruz
- Penélope Cruz
- Veronica Forqué
- José Jiménez Fernández (Joselito)
- Carmelo Gomez
- Chus Lampreave
- Fele Martínez
- Carmen Maura
- Jordi Mollá
- Eduardo Noriega
- Rossy de Palma
- Marisa Paredes
- Blanca Portillo
- Francisco Rabal
- Fernando Rey
- Cecilia Roth
- Belén Rueda
- Aitana Sánchez-Gijón
- Ana Torrent
- Guillermo Toledo